# Myosotis vestergrenii
Myosotis vestergrenii är en strävbladig växtart som beskrevs av Stroh. Myosotis vestergrenii ingår i släktet förgätmigejer, och familjen strävbladiga växter. Inga underarter finns listade i Catalogue of Life.